# Даниэль и Деннис Шеллхасе
Даниэль и Деннис Шеллхасе (род. 13.08.1983), также известные под никами «hero» и «styla» — профессиональные немецкие киберспортсмены, игроки в FIFA.

## Карьера
Близнецы Даниэль и Деннис Шеллхасе, известные соответственно как «SK.hero» и «SK.styla», выступали за профессиональную команду SK Gaming и добились за киберспортивную карьеру практически всего, что только было возможно. Основные победы братьев связаны их участием на чемпионате мира World Cyber Games, а также в немецкой профессиональной лиге ESL Pro Series.

### World Cyber Games
Деннис Шеллхасе («styla») выиграл золотые медали на чемпионатах мира WCG 2003 и WCG 2005. В 2005 году в Сингапуре чемпионат состоял из отборочного турнира и плей-офф, который проводился по системе single elimination; в Сеуле в 2003 году плей-офф игрался по системе double elimination, и во время его проведения Деннис проиграл лишь один матч. В финале 2003 года Деннис выиграл у своего брата, удивив всех зрителей быстрой и зрелищной игрой, а следование принципам фэйр плей позволило ему подружиться со многими топовыми киберспортсменами.
В 2006  и 2007 году победы на чемпионатах мира одержал второй из братьев — Даниэль Шеллхасе («hero»). В финале WCG 2006, проходившем в Монце, Даниэль обыграл своего брата; а на протяжении всего турнира WCG 2007 в Сиэтле Деннис стал единственным игроком, сумевшим выиграть хоть один матч у ставшего победителем Даниэля. После этой победы оба игрока были включены в зал славы WCG, став к тому же единственными за семилетнюю историю турнира братьями, удостоившимися такой чести.

### ESL Pro Series
В промежутке с седьмого по шестнадцатый сезоны лиги EPS по FIFA близнецы вместе выиграли пять титулов: три у «Styla», два у «hero», причём три титула первого из братьев были добыты в трёх последовательных розыгрышах. Братья также становились чемпионами в командном первенстве девять раз (включая семь побед подряд).
«Hero» был назван наиболее ценным игроком EPS восьмого и десятого сезона. Кроме этого, с 2004  по 2008  годы каждый из братьев дважды являлся претендентом на звание международного игрока года. Оба игрока входят в зал славы SK Gaming.

## Крупнейшие достижения
Деннис Шеллхассе («styla»)
- ESL Pro Series IX 1on1 (Кёльн)
- ESL Pro Series X 1on1 (Кёльн)
- ESL Pro Series XI 1on1 (Кёльн)
- Euro Cyber Games 2003 (Париж)
- World Cyber Games 2003 (Сеул)
- World Cyber Games 2005 (Сингапур)
- Samsung Euro Championship 2006 (Ганновер)

Даниэль Шеллхассе («hero»)
- ESL Pro Series IX 1on1 (Кёльн)
- ESL Pro Series X 1on1 (Кёльн)
- ESL Pro Series XII 1on1 (Кёльн)
- ESL Pro Series XVI 1on1 (Кёльн)
- World Cyber Games 2003 (Сеул)
- World Cyber Games 2006 (Монца)
- World Cyber Games 2007 (Сиэтл)
- World Cyber Games 2009 (Чэнду)

В составе команды
- ESL Pro Series IV (Кёльн)
- ESL Pro Series VIII (Кёльн)
- ESL Pro Series IX 5on5 (Кёльн)
- ESL Pro Series X 5on5 (Кёльн)
- ESL Pro Series XI 5on5 (Кёльн)
- ESL Pro Series XII 5on5 (Кёльн)
- ESL Pro Series XIII 5on5 (Кёльн)
- ESL Pro Series XVI 3on3 (Кёльн)